# Rodrigo de Triana
Rodrigo de Triana, il cui vero nome era Juan Rodríguez Bermejo (Lepe, 1469 – Molucche, 1535), è stato un marinaio spagnolo, e più precisamente l'uomo che per primo avvistò le Americhe nel primo viaggio di Cristoforo Colombo.

## Biografia

Stemma della città di Lepe, nella cui parte inferiore è raffigurato Rodrigo de Triana

Rodrigo era figlio di un  un commerciante hidalgo e aveva la funzione di accompagnatore di Cristoforo Colombo nel suo primo viaggio. Le fonti discordano su quale città in Andalusia gli diede i natali: Lepe, presso il confine con il Portogallo, oppure Siviglia, capoluogo della regione (Triana è giustappunto un quartiere sivigliano).
Alle due di notte del 12 ottobre 1492, dalla coffa della Pinta, avvistò per primo la terra illuminata dalla luna. Questa terra, erroneamente ritenuta le Indie da Cristoforo Colombo, fu poi chiamata America in onore del navigatore fiorentino Amerigo Vespucci.

## Onori
A Siviglia, nel quartiere di Triana, si trova un monumento in onore del marinaio.